# 摩洛哥共产党
摩洛哥共产党（法語：Parti communiste marocain，缩写为PCM）是摩洛哥的一个已不存在的共产主义政党。该党前身是法国共产党摩洛哥支部，1943年11月正式独立建党。1946年，该党“一大”号召摩洛哥人民团结起来争取民族独立和民主自由，改善人民的处境。同年8月，该党通过党纲《为摩洛哥的统一和独立而斗争》，号召建立民族统一阵线。摩洛哥共产党的成员积极参加了反对法国殖民者的武装斗争。1956年摩洛哥独立后，该党仍处非法状态，为争取合法地位进行了长期斗争。1968年7月，该党改组为解放与社会主义党。